# أحمد عامر (لاعب كرة قدم)
أحمد عامر صالح محمد الراشدي (مواليد 9 يوليو 2001)، لاعب كرة قدم إماراتي يجيد اللعب في الوسط.

## مسيرة اللاعب
بدأ أحمد عامر مسيرته الكروية في أكاديمية نادي الوحدة، وبرز كلاعب وسط يتمتع بمهارات فنية عالية. في موسم 2022-2023، انتقل إلى نادي اتحاد كلباء، حيث تألق بشكل لافت وأصبح هداف الفريق في دوري أدنوك للمحترفين برصيد 9 أهداف، معظمها سجلها بعد دخوله كبديل، مما جعله يُلقب بـ"هداف البدلاء".
وقد تم استدعاه إلى معسكر المنتخب الأماراتي للناشئين.